# Caius Servilius Structus Ahala (consul en -478)
Pour les articles homonymes, voir Caius Servilius Structus Ahala et Servilius Ahala.
Caius Servilius Structus Ahala est un homme politique romain du Ve siècle av. J.-C.

## Famille
Il est membre et fondateur des Servilii Ahalae, branche patricienne de la gens Servilia, branche qui serait liée à celle des Servilii Prisci Structi. En effet, Caius Servilius Structus Ahala pourrait être le fils de Publius Servilius Priscus Structus, consul en 495 av. J.-C.

## Biographie
Il est élu consul en 478 av. J.-C. avec Lucius Aemilius Mamercinus. Les Fabii ont prononcé leur serment et ont quitté Rome pour mener la guerre contre Véies et soulager la République de cet effort de guerre. Mais les Véiens en appellent aux cités étrusques et reçoivent des renforts. Ils attaquent alors le camp des Fabii. Le consul Mamercinus intervient avec les légions romaines et par une soudaine charge de cavalerie qui surprend l'ennemi, met en déroute les Véiens qui se replient dans leur camp et demandent la paix. Mamercinus conclut un traité avec eux, jugé insatisfaisant par le Sénat. L'année suivante, les Véiens attaquent à nouveau les Fabii et les écrasent lors de la bataille du Crémère.
Pendant ce temps, Structus affronte les Volsques et Spurius Furius Fusus part en campagne contre les Èques,. Selon les Fasti Capitolini, Structus décède au cours de son mandat et est remplacé par un consul suffect, Opiter Verginius Esquilinus.